# Nachal Gmila
Nachal Gmila (hebrejsky נחל גמילה) je vádí v jižním Izraeli, v severozápadní části Negevské pouště.
Začíná v nadmořské výšce necelých 100 metrů severovýchodně od vesnice Magen. Směřuje pak k severovýchodu krajinou, která díky soustavnému zavlažování ztratila svůj pouštní charakter. Koryto vádí se mírně zařezává do okolního terénu. Ústí zleva do vádí Nachal Besor.